# Jutta Riedel
Jutta Riedel (* 1963 in Frankfurt am Main) ist eine deutsche Autorin und Regisseurin.

## Leben und Wirken
Jutta Riedel studierte von 1981 bis 1984 an der Johann Wolfgang Goethe Universität Frankfurt am Main Germanistik, Anglistik und Theater-, Film- und Fernsehwissenschaften. Nach Regieassistenzen unter anderem am Schauspiel Frankfurt und der Württembergischen Landesbühne Esslingen inszenierte sie dort 1987 erstmals selbst. Seit diesem Jahr folgten bundesweit Regiearbeiten an freien, Stadt- und Staatstheatern, zuletzt 2005 am Düsseldorfer Schauspielhaus das Projekt I will. 1991 erhielt sie für ihre Inszenierungen am Gostner Hoftheater den Preis für Kunst und Wissenschaft der Stadt Nürnberg.
Ab 1996 wandte sie sich mehr dem Schreiben zu und ist seitdem u. a. als Autorin, Lektorin, Übersetzerin, Journalistin und Werbetexterin beschäftigt. Im selben Jahr erschien im Kölner KRASH-Verlag ihr Comicbuch Le pieton de N.Y.: Und andere seltsame Wesen.
2011 gründete Riedel gemeinsam mit Mirek Balonis die Kölner Produktionsfirma Trawa Film, die neben Image- und Erklärfilmen für den WDR diverse Kurzfilme und Musikvideos produzierte. 2021 entstand unter der gemeinsamen Regie von Balonis und Riedel der mehrfach prämierte Dokumentarfilm Tunten zwecklos, über den sich unter anderem Rosa von Praunheim und Wieland Speck lobend äußerten. 2023 veröffentlichte der Kölner Intervallverlag Riedels literarisches Debüt Mokrosch, ein in der nahen Zukunft angesiedeltes absurdes Ehedrama.

## Filmografie (Auswahl)
- 2013: Das ist Polen (Kurzfilm), (Regie, Kamera, Produktion)
- 2014: Worst Case Scenario (Spielfilm), (Darstellerin, Szenenbild)
- 2016: vom-winde-verweht_w43 trifft inproduction_m40 (Kurzfilm), (Darstellerin)
- 2021: Tunten zwecklos (Dokumentarfilm), (Regie, Drehbuch, Animation, Produktion)

## Auszeichnungen (Auswahl)
- 1991: Preis für Kunst und Wissenschaft der Stadt Nürnberg in der Kategorie Kulturpreise
- 2022: Jurypreis in der Kategorie Bester Dokumentarfilm beim rumänischen Wallachia International Film Festival
- 2022: Preis Best first time director documentary beim französischen Festival du Cinema de Paris
- 2022: Zweiter Platz, Publikumspreis bei der Schwulen Filmwoche Freiburg
- 2023: Preis Best LGBTQ beim tschechischen Brno Film Festival
- 2023: Preis Best Queer beim spanischen C L I M A X Festival Internacional de Cinema Independiente
- 2023: Preis Best feature-length Documentary beim schottischen Filmfestival Close:Up Edinburgh Docufest